# Manasseh Sogavare
Manasseh Damukana Sogavare (Tagibangara, 17 de janeiro de 1955) é um político salomônico, foi primeiro-ministro de 2000 a 2001, de 2006 a 2007, de 2014 a 2017 e de 2019 a 2024.